# Ковач, Радослав
Ра́дослав Ко́вач (чеш. Radoslav Kováč; род. 27 ноября 1979[…], Шумперк, Североморавский край) — чешский футболист, полузащитник и центральный защитник, футбольный тренер. Выступал за сборную Чехии.

## Карьера
Воспитанник «Сигмы» из Оломоуца, играл за её основной состав с 1997 года, в 2003 году перешёл в пражскую «Спарту», а в 2005 году — в московский «Спартак», в составе красно-белых Ковач трижды становился серебряным призёром российского чемпионата. Всего за «Спартак» чех провёл 140 официальных матчей (в том числе 101 матч в чемпионате России) и забил 13 мячей. В чемпионатах Чехии сыграл 173 матча, забил 6 мячей.
30 января 2009 года был отдан в аренду в «Вест Хэм Юнайтед» (Англия) до конца сезона 2008/09. 9 августа лондонский клуб смог выкупить Радослава за 3,8 млн евро. С приходом на пост главного тренера «Вест Хэма» Авраама Гранта положение футболиста в клубе ухудшилось: «До начала нынешнего сезона у меня было отличное предложение от „Сток Сити“. Однако главный тренер Авраам Грант отказался отпускать меня и сказал, что нуждается в моих услугах. Несмотря на эти слова, я редко выходил на поле. Такой же сценарий повторился зимой — мне говорили, что буду регулярно играть, но на деле вышло иначе».
24 июня 2011 года Ковач перешёл в швейцарский «Базель», подписав контракт на 2 года.
С начала сезона 2014/15 Ковач выступал за пражскую «Спарту». В мае 2016 года Ковач объявил о завершении карьеры.

## Достижения

### Командные
Сборная Чехии
- Чемпион Европы U-21: 2002

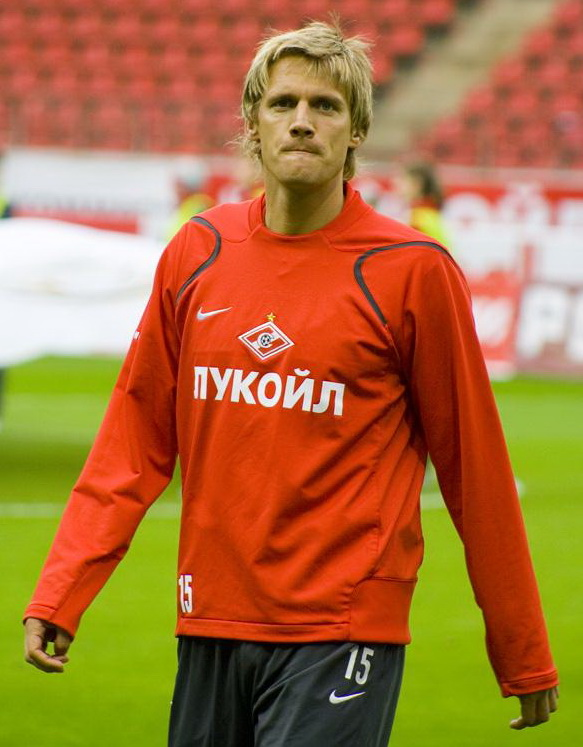
Радослав Ковач в составе «Спартака»

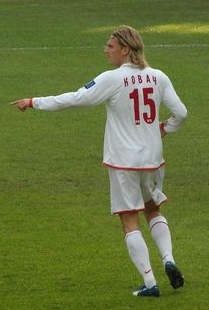
Радослав Ковач в составе «Спартака»

- Серебряный призёр Чемпионата Европы U-21: 2000

«Спарта»
- Чемпион Чехии: 2004/05
- Обладатель Кубка Чехии: 2003/04

«Спартак»
- Серебряный призёр Чемпионата России: 2005, 2006, 2007
- Финалист Кубка России: 2005/06
- Финалист Суперкубка России: 2007

«Базель»
- Чемпион Швейцарии: 2011/12
- Обладатель Кубка Швейцарии: 2011/12

### Личные
- В Списках 33 лучших футболистов Чемпионата России: № 3 (2007)

## Интересные факты
- 19 июля 2008 года в матче с «Локомотивом» Ковач получил жёлтую карточку за удар по ногам выскочившего на поле фаната «Спартака»[10], в результате чего последний оказался не в силах самостоятельно вернуться на трибуну и в течение нескольких минут сидел возле рекламных щитов, а затем был уведён с поля милиционерами. Футболист так объяснял свой поступок:

Я не хотел никому делать больно. Мы только-только забили гол, завелись, побежали вперёд, и паузы в игре нам были ни к чему. А тут на поле выскакивает болельщик. И ладно, если б его сразу увели с поля — так нет же! Он бегает и бегает! Бегает и бегает! И такое ощущение, что всем плевать. Вот я и попытался его остановить. Хочу извиниться перед ним. Поймите, я не хотел сделать ему больно. Просто пауза и так слишком затянулась.
Главный арбитр матча Игорь Захаров заявил, что при вручении Ковачу карточки не исходил из правил игры, но руководствовался соображениями морали, отметив при этом, что футболист «не сделал ничего страшного — лишь поставил подножку болельщику. Я могу его понять: после гола своей команды он чувствовал эмоциональный подъём, ему не терпелось бежать в атаку забивать второй мяч». Также судья сказал, что сам намеревался остановить фаната, но Ковач его опередил, и добавил, что выбежавший на поле находился в «неадекватном» состоянии.

## Статистика выступлений
| Год     | Клуб                      | Чемп. | Чемп. | Кубки | Кубки | Еврокубки | Еврокубки | Всего | Всего |
| Год     | Клуб                      | Игр   | Гол   | Игр   | Гол   | Игр       | Гол       | Игр   | Гол   |
| ------- | ------------------------- | ----- | ----- | ----- | ----- | --------- | --------- | ----- | ----- |
| 1997/98 | Сигма (Оломоуц)           |       |       |       |       |           |           | 1     | 0     |
| 1998/99 | Сигма (Оломоуц)           |       |       |       |       |           |           | 20    | 0     |
| 1999/00 | Сигма (Оломоуц)           |       |       |       |       |           |           | 28    | 0     |
| 2000/01 | Сигма (Оломоуц)           |       |       |       |       |           |           | 27    | 0     |
| 2001/02 | Сигма (Оломоуц)           |       |       |       |       |           |           | 23    | 1     |
| 2002/03 | Сигма (Оломоуц)           |       |       |       |       |           |           | 28    | 2     |
| 2003/04 | Спарта (Прага)            |       |       |       |       |           |           | 29    | 3     |
| 2004/05 | Спарта (Прага)            |       |       |       |       |           |           | 10    | 0     |
| 2005    | Спартак (Москва)          | 27    | 4     | 1     | 1     | 0         | 0         | 28    | 5     |
| 2006    | Спартак (Москва)          | 27    | 2     | 7     | 1     | 10        | 2         | 44    | 5     |
| 2007    | Спартак (Москва)          | 26    | 1     | 6     | 0     | 6         | 0         | 38    | 1     |
| 2008    | Спартак (Москва)          | 21    | 2     | 1     | 0     | 5         | 0         | 26    | 1     |
| 2008/09 | Вест Хэм Юнайтед (Лондон) | 5     | 1     | 1     | 0     | 0         | 0         | 6     | 1     |

## Статистика выступлений за сборную
| Матчи Радослава Ковача за сборную Чехии | Матчи Радослава Ковача за сборную Чехии | Матчи Радослава Ковача за сборную Чехии | Матчи Радослава Ковача за сборную Чехии | Матчи Радослава Ковача за сборную Чехии | Матчи Радослава Ковача за сборную Чехии | Матчи Радослава Ковача за сборную Чехии |
| --------------------------------------- | --------------------------------------- | --------------------------------------- | --------------------------------------- | --------------------------------------- | --------------------------------------- | --------------------------------------- |
| №                                       | Дата                                    | Оппонент                                | Счёт                                    | Голы                                    | Соревнование                            |                                         |
| 1                                       | 9 октября 2004                          | Румыния                                 | 1:0                                     | -                                       | Отборочный матч ЧМ-2006                 |                                         |
| 2                                       | 13 октября 2004                         | Армения                                 | 3:0                                     | -                                       | Отборочный матч ЧМ-2006                 |                                         |
| 3                                       | 9 февраля 2005                          | Словения                                | 3:0                                     | -                                       | Товарищеский матч                       |                                         |
| 4                                       | 12 октября 2005                         | Финляндия                               | 3:0                                     | -                                       | Отборочный матч ЧМ-2006                 |                                         |
| 5                                       | 16 ноября 2005                          | Норвегия                                | 1:0                                     | -                                       | Отборочный матч ЧМ-2006                 |                                         |
| 6                                       | 30 мая 2006                             | Коста-Рика                              | 1:0                                     | -                                       | Товарищеский матч                       |                                         |
| 7                                       | 22 июня 2006                            | Италия                                  | 0:2                                     | -                                       | ЧМ-2006. Групповая стадия               |                                         |
| 8                                       | 16 августа 2006                         | Сербия                                  | 1:3                                     | -                                       | Товарищеский матч                       |                                         |
| 9                                       | 2 сентября 2006                         | Уэльс                                   | 2:1                                     | -                                       | Отборочный матч ЧЕ-2008                 |                                         |
| 10                                      | 6 сентября 2006                         | Словакия                                | 3:0                                     | -                                       | Отборочный матч ЧЕ-2008                 |                                         |
| 11                                      | 11 октября 2006                         | Ирландия                                | 1:1                                     | -                                       | Отборочный матч ЧЕ-2008                 |                                         |
| 12                                      | 15 ноября 2006                          | Дания                                   | 1:1                                     | -                                       | Товарищеский матч                       |                                         |
| 13                                      | 7 февраля 2007                          | Бельгия                                 | 2:0                                     | -                                       | Товарищеский матч                       |                                         |
| 14                                      | 28 марта 2007                           | Кипр                                    | 1:0                                     | 1                                       | Отборочный матч ЧЕ-2008                 |                                         |
| 15                                      | 2 июня 2007                             | Уэльс                                   | 0:0                                     | -                                       | Отборочный матч ЧЕ-2008                 |                                         |
| 16                                      | 22 августа 2007                         | Австрия                                 | 1:1                                     | -                                       | Товарищеский матч                       |                                         |
| 17                                      | 8 сентября 2007                         | Сан-Марино                              | 3:0                                     | -                                       | Отборочный матч ЧЕ-2008                 |                                         |
| 18                                      | 12 сентября 2007                        | Ирландия                                | 1:0                                     | -                                       | Отборочный матч ЧЕ-2008                 |                                         |
| 19                                      | 17 октября 2007                         | Германия                                | 3:0                                     | -                                       | Отборочный матч ЧЕ-2008                 |                                         |
| 20                                      | 17 ноября 2007                          | Словакия                                | 3:1                                     | -                                       | Отборочный матч ЧЕ-2008                 |                                         |
| 21                                      | 21 ноября 2007                          | Кипр                                    | 2:0                                     | -                                       | Отборочный матч ЧЕ-2008                 |                                         |
| 22                                      | 27 мая 2008                             | Литва                                   | 2:0                                     | -                                       | Товарищеский матч                       |                                         |
| 23                                      | 30 мая 2008                             | Шотландия                               | 3:1                                     | -                                       | Товарищеский матч                       |                                         |
| 24                                      | 7 июня 2008                             | Швейцария                               | 1:0                                     | -                                       | ЧЕ-2008. Групповая стадия               |                                         |
| 25                                      | 20 августа 2008                         | Алжир                                   | 2:2                                     | -                                       | Товарищеский матч                       |                                         |
| 26                                      | 10 сентября 2008                        | Северная Ирландия                       | 0:0                                     | -                                       | Отборочный матч ЧМ-2010                 |                                         |
| 27                                      | 11 октября 2008                         | Польша                                  | 1:2                                     | -                                       | Отборочный матч ЧМ-2010                 |                                         |
| 28                                      | 19 ноября 2008                          | Сан-Марино                              | 3:0                                     | 1                                       | Отборочный матч ЧМ-2010                 |                                         |
| 29                                      | 11 февраля 2009                         | Марокко                                 | 0:0                                     | -                                       | Товарищеский матч                       |                                         |
| 30                                      | 1 апреля 2009                           | Словакия                                | 1:2                                     | -                                       | Отборочный матч ЧМ-2010                 |                                         |